# The Peter Pan Band
The Peter Pan Band was een Belgische poprockgroep. De groep werd in 1986 opgericht door Alain Vande Putte. Het eerste concrete doel was het winnen van Humo's Rock Rally. Dat lukte; het leverde de band een bestelwagen met sponsorlogo, 50.000 frank, een tv-optreden bij de Vlaamse openbare omroep in het programma “Argus” en een contract bij EMI voor één single op. De band nam een cover op van 'Light My Fire', een nummer van The Doors.
Drie maanden later ontbond zanger Vande Putte de band, ook al had hij in een interview verklaard nog nooit zo’n “kick” te hebben gekregen van muziek als met deze groep. Vande Putte wilde naar Engeland vertrekken met de bestelwagen die hij als zijn eigendom was gaan beschouwen, waardoor de overige bandleden er beslag op lieten leggen. Noodgedwongen kocht hij de bestelwagen over, verwijderde het sponsorlogo en verhuisde naar Engeland. In een interview uit 2006 met Kurt Blondeel van De Morgen zei Vande Putte hier zelf over dat de overige bandleden hem ervan beschuldigden "dat ik er met de boel vandoor wilde gaan." Drie jaar later keerde Vande Putte weer terug naar België. Hij zou later bekend worden als songwriter van de meidengroep K3.